# Гребенчатая якана
Гребе́нчатая яка́на (лат. Irediparra gallinacea) — вид птиц из семейства якановых. Входит в монотипический род Irediparra.

## Распространение
Обитают в юго-восточной части Борнео, южной части Филиппин, на Сулавеси, Молуккских, Малых Зондских островах, Новой Гвинеи, Новой Британии, а также в северной и восточной части Австралии.

## Описание
Самцы достигают длины 20—22 см и массы 68—84 г. Самки немного крупнее, длина колеблется от 24 до 27 см, а масса — от 120 до 150 г. Размах крыльев 39—46 см. Мясистая красная щетина покрывает лоб и переднюю часть макушки. Гребень розоватый у птиц в сезон размножения и оранжеватый вне сезона. Задняя часть макушки и задняя часть шеи чёрного цвета. По нижней части груди проходит широкая чёрная полоса. Брюхо белое. Подкрылья и маховые перья чёрного цвета. Спина и верхняя часть крыльев серовато-коричневые, первостепенные кроющие, надхвостье и хвост чёрные. Длинные ноги с чрезвычайно длинными пальцами свисают в полёте.

### Вокализация
У этих птиц скрипучий, пронзительный голос.

## Биология
Питаются семенами и водными насекомыми, которых хватают с плавающей на поверхности воды растительности. 
Непрочное гнездо сооружается на плавающей или появляющейся растительности. В кладке четыре блестящих бледно-коричневых яйца, покрытых чёрными отметинами. Для представителей вида характерна полиандрия. Самка после откладки яиц покидает гнездо в поисках нового партнёра. Насиживают яйца только самцы. Птенцы вылупляются хорошо развитыми и вскоре покидают гнездо.
МСОП присвоил виду охранный статус LC.